# Ауди А2
Ауди А2 (интерне ознаке Typ 8Z) компактни је минивен у стилу малог аутомобила, који је производила немачка фабрика аутомобила Ауди од 1999. до 2005. године.

## Историјат
Заснован је на концепт возилу Ауди AL2 које је било представљено на салону аутомобила у Франкфурту 1997. године. Ауди А2 је значајан по томе што је једини аутомобил ниже класе чија је каросерија у целости израђена од алуминијума, који у комбинацији са ефикасним моторима, чини овај аутомобил изузетно економичним у потрошњи горива. То је био први аутомобил са петоро врата који се продавао у Европи са просечном потрошњом горива испод три литре на сто километара, наравно, радило се о специјалној верзији са дизел мотором, који је имао аутоматски мењач, старт-стоп систем, снижене снаге и уже гуме. Због своје конструкције, његова тежина је износила мање од хиљаду килограма.
У поређењу са конкурентом Мерцедесом А класе прве генерације, продаја Аудија А2 је била мања него што се очекивало. Мерцедес је продао милион јединица, а Ауди око 175.000 јединица. То је било изненађење с обзиром на чињеницу да је био у сваком смислу напреднији аутомобил. Са ултра лаком и чврстом алуминијумском конструкцијом и паметним решењима по питању економичности, овај аутомобил је био далеко испред свог времена. Међутим, разлог слабе продаје лежи у његовом дизајну, који је био помало чудан. То је мешавина минивена и малог аутомобила, а унутрашњост, која је изузетно луксузно и квалитетно направљена, имала је такозвани сендвич под систем (што је добро у случају судара), није био популаран међу купцима.
Од погонских јединица, уграђивали су се бензински мотори од 1.4 16V (75 КС), 1.6 FSI 16V (110 КС) и дизел мотори сви троцилиндраши од 1.2 TDI (61 КС) и 1.4 TDI (75 и 90 КС).
На салону аутомобила у Франкфурту 2011. године, Ауди је представио потпуно електрични концепт модел А2, замишљен као конкурент моделу BMW i3. Међутим, годину дана касније Ауди је одустао од ове идеје због слабе продаје електричних возила у Европи.